# Грег Лемонд
Грег Лемонд (на английски: Greg LeMond) е бивш американски професионален колоездач, предприемач и активен противник на допинга.

## Биография
Роден е в Калифорния на 26 юни 1961 г.
През 1986 г. Лемонд става първият неевропейски професионален велосипедист, който печели Обиколката на Франция и остава единственият американски колоездач, който печели тура. Лемонд случайно е прострелян, докато ловува през 1987 г. и пропуска следващите две обиколки.
Той се завръща в тура през 1989 г., извършвайки невероятно завръщане, като печели финалният етап драматично. Успешно защитава титлата си през следващата година.
През декември 1994 г. се оттегля от колоезденето. По време на колоездачната си кариера става шапнион с различни технологични въведения, като аеродинамичните дръжки и шасито от карбонови нишки. По-късно основата собствена фирма, чрез която промотира нововъведенията. Бизнесът му, обаче, пострадва сериозно от активизмът му против допинга. Така, след като обвинява Ланс Армстронг в употреба на допинг през 2001 г., компанията на Лемонд се разпада през 2008 г., след като е била лицензирана от главния спонсор на Армстронг – Trek Bicycles.

## Успехи
Печели Тур дьо Франс три пъти (през 1986, 1989 и 1990 г.).